# Denizli (Provinz)
Denizli ist eine türkische Provinz im westlichen Kleinasien mit 12.134 km² Fläche und einer Bevölkerung von 1.040.915 Einwohnern (Stand 2020). Die Einwohnerzahl und das Gebiet der Stadt Denizli ist mit dem der Provinz Denizli identisch.
Die Kfz-Kennzeichen der Provinz und der Stadt beginnen mit der Nummer 20.

## Geographie
Die Provinz wird im Norden von Manisa und Uşak, im Osten von Afyonkarahisar und Burdur, im Süden von Muğla und im Westen von Aydın begrenzt. Die Landschaft wird besonders von Bergen geprägt. Es gibt acht Berge, die über 2000 m hoch sind sowie fünf Berge, die über 1000 m hoch sind. Der höchste ist der Honaz Dağı, der 2528 m hoch ist, gefolgt von den Gipfeln Akdağ (2449 m), Bozdağ (2419 m), Babadağ (2308 m), Karcı Dağı (2308 m), Sandıras Dağı (2294 m), Eşeler Dağı (2254 m) und Kızılhisar Dağı (2241 m). Der höchste Eintausender ist der Berg Beşparmak Dağı (1612 m).
Die Provinz Denizli wird vom breiten Tal des Großen Mäander (türkisch: Büyuk Menderes) dominiert, der bei Denizli eine markante Talgabelung mit drei Zuflüssen hat. Der dortige Oberlauf des Großen Mäander bildete im antiken Kleinasien den Übergangsbereich der früheren Reiche (bzw. Provinzen) von Phrygien und Karien.
Durch die Provinz führt die Europastraße E87 und auch eine ähnlich verlaufenden Bahnlinie. Die E87 verläuft von İzmir über Aydın und Denizli nach Antalya.
Der Flughafen Denizli-Çardak ist ein nationaler Verkehrsflughafen. Im Jahr 2008 wurde ein neuer Terminal eröffnet und der Rest des Flughafens wurde erneuert und modernisiert.

### Klima
Im Allgemeinen hat die Region ein mildes Klima. Jedoch wird es in der Höhe rauer. Die Temperaturen können während des Sommers bis zu 45 ˚C erreichen und im Winter bis zu −10 ˚C fallen. Es gibt ungefähr 80 Tage mit Niederschlägen, hauptsächlich während des Winters.

## Verwaltungsgliederung
Die Provinz ist seit 2012 in 19 İlçe gegliedert, die vom Siedlungsbild in ländlichen Bereichen einem Landkreis, in städtischen Ballungsräumen einem Stadtbezirk ähneln. 2012 wurde die alte Gemeinde Denizli aufgelöst und an ihrer Stelle eine Großstadtgemeinde (Denizli Büyükşehir Belediyesi) errichtet. Zu diesem Zweck wurde das alte Stadtgebiet auf mehrere Gemeinden (Belediye) aufgeteilt und mit diesen und angrenzenden Gemeinden die Großstadtgemeinde gebildet. Sukzessive wurde durch Gründung und Auflösung von Gemeinden und Überführungen von Dorf- (Köy) in Mahalle-Organisationen eine Einräumigkeit von Kommunalverwaltung (durch die Belediye) und staatlicher Verwaltung (durch das İlçe) hergestellt, so dass sich im Ergebnis das Gebiet der Einzelgemeinden mit dem jeweils gleichnamigen staatlichen Verwaltungsbezirk deckt. Nach einer Verwaltungsreform 2013 umfasst das Gebiet der Großstadtgemeinde die gesamte Provinz. Die kommunalen Selbstverwaltungsorgane auf Provinzebene (İl Meclisi) wurden aufgelöst und ihre Zuständigkeiten auf die Verwaltung der Großstadtgemeinde übertragen. Die Provinz wurde damit zu einem rein staatlichen Verwaltungsbezirk.
| Kreis- code 1   | Landkreis İlçe  | Fläche 2 (km²) | Bevölkerung am 31.12.2020 3 | Bevölkerung am 31.12.2020 3 | Bevölkerung am 31.12.2020 3 | Anzahl der Mahalle | Bevölke rungs dichte (Einw./km²) | Sex Ratio 4 Frauen auf 1000 Männer | Grün- dungs datum 5, 6 |
| Kreis- code 1   | Landkreis İlçe  | Fläche 2 (km²) | Gesamt                      | männlich                    | weiblich                    | Anzahl der Mahalle | Bevölke rungs dichte (Einw./km²) | Sex Ratio 4 Frauen auf 1000 Männer | Grün- dungs datum 5, 6 |
| --------------- | --------------- | -------------- | --------------------------- | --------------------------- | --------------------------- | ------------------ | -------------------------------- | ---------------------------------- | ---------------------- |
| 1102            | Acıpayam        | 1.772          | 55.359                      | 27.815                      | 27.544                      | 56                 | 31,2                             | 990                                |                        |
| 1769            | Babadağ         | 124            | 6.438                       | 3.315                       | 3.123                       | 12                 | 51,9                             | 942                                | 1987                   |
| 1881            | Baklan          | 283            | 5.503                       | 2.715                       | 2.788                       | 14                 | 19,4                             | 1027                               | 1990                   |
| 1774            | Bekilli         | 304            | 6.660                       | 3.183                       | 3.477                       | 15                 | 21,9                             | 1092                               | 1987                   |
| 1888            | Beyağaç         | 333            | 6.320                       | 3.204                       | 3.116                       | 15                 | 19,0                             | 973                                | 1990                   |
| 1889            | Bozkurt         | 462            | 12.148                      | 5.450                       | 6.698                       | 20                 | 26,3                             | 1229                               | 1990                   |
| 1214            | Buldan          | 523            | 27.223                      | 13.289                      | 13.934                      | 45                 | 52,1                             | 1049                               |                        |
| 1224            | Çal             | 860            | 18.579                      | 9.175                       | 9.404                       | 34                 | 21,6                             | 1025                               |                        |
| 1226            | Çameli          | 758            | 18.008                      | 9.087                       | 8.921                       | 31                 | 23,8                             | 982                                | 1953                   |
| 1233            | Çardak          | 423            | 8.574                       | 4.337                       | 4.237                       | 15                 | 20,3                             | 977                                | 1958                   |
| 1257            | Çivril          | 1.570          | 60.345                      | 29.827                      | 30.518                      | 77                 | 38,4                             | 1023                               |                        |
| 1371            | Güney           | 362            | 9.746                       | 4.826                       | 4.920                       | 24                 | 26,9                             | 1019                               | 1948                   |
| 1803            | Honaz           | 449            | 33.765                      | 18.963                      | 14.802                      | 22                 | 75,2                             | 781                                | 1987                   |
| 1426            | Kale            | 684            | 19.978                      | 9.998                       | 9.980                       | 32                 | 29,2                             | 998                                | 1959                   |
| 2079            | Merkezefendi    | 336            | 321.546                     | 158.729                     | 162.817                     | 50                 | 957,0                            | 1026                               | 2012                   |
| 1871            | Pamukkale       | 823            | 342.608                     | 170.994                     | 171.614                     | 61                 | 416,3                            | 1004                               | 1990                   |
| 1597            | Sarayköy        | 379            | 30.872                      | 15.452                      | 15.420                      | 32                 | 81,5                             | 998                                |                        |
| 1840            | Serinhisar      | 256            | 14.321                      | 7.124                       | 7.197                       | 11                 | 55,9                             | 1010                               | 1987                   |
| 1670            | Tavas           | 1.432          | 42.922                      | 21.259                      | 21.663                      | 50                 | 30,0                             | 1019                               |                        |
| Provinz Denizli | Provinz Denizli | 12.134         | 1.040.915                   | 518.742                     | 522.173                     | 616                | 85,8                             | 1007                               |                        |

## Bevölkerung
In der Provinz leben mehrheitlich Muslime. Daneben gibt es Aleviten in den Ortschaften Ada, Çalçakırlar, Dereçiftlik, Güzelköy, Kocabaş, Pınarkent, Uyanık und Yeniköy. Außerdem sind in den zwei Ortschaften Hayriye und Sığma Tscherkessen beheimatet.

### Ergebnisse der Bevölkerungsfortschreibung
Nachfolgende Tabelle zeigt die jährliche Bevölkerungsentwicklung nach der Fortschreibung durch das 2007 eingeführte adressierbare Einwohnerregister (ADNKS). Zusätzlich sind die Bevölkerungswachstumsrate und das Geschlechterverhältnis (Anzahl der Frauen pro 1000 Männer) aufgeführt. Der Zensus von 2011 ermittelte 940.352 Einwohner, das sind über 90.000 Einwohner mehr als zum Zensus 2000.

| Jahr | Bevölkerung am Jahresende | Bevölkerung am Jahresende | Bevölkerung am Jahresende | Wachstums- rate der Be- völkerung (in %) | Geschlechter verhältnis (Frauen auf 1000 Männer) | Rang (unter den 81 Provinzen) |
| Jahr | gesamt                    | männlich                  | weiblich                  | Wachstums- rate der Be- völkerung (in %) | Geschlechter verhältnis (Frauen auf 1000 Männer) | Rang (unter den 81 Provinzen) |
| ---- | ------------------------- | ------------------------- | ------------------------- | ---------------------------------------- | ------------------------------------------------ | ----------------------------- |
| 2020 | 1.040.915                 | 518.742                   | 522.173                   | 0,36                                     | 1007                                             | 23                            |
| 2019 | 1.037.208                 | 517.716                   | 519.492                   | 0,92                                     | 1003                                             | 22                            |
| 2018 | 1.027.782                 | 512.109                   | 515.673                   | 0,89                                     | 1007                                             | 22                            |
| 2017 | 1.018.735                 | 507.543                   | 511.192                   | 1,30                                     | 1007                                             | 21                            |
| 2016 | 1.005.687                 | 500.398                   | 505.289                   | 1,23                                     | 1010                                             | 21                            |
| 2015 | 993.442                   | 494.808                   | 498.634                   | 1,51                                     | 1008                                             | 21                            |
| 2014 | 978.700                   | 487.958                   | 490.742                   | 1,58                                     | 1006                                             | 21                            |
| 2013 | 963.464                   | 480.224                   | 483.240                   | 1,36                                     | 1006                                             | 21                            |
| 2012 | 950.557                   | 473.041                   | 477.516                   | 0,88                                     | 1009                                             | 21                            |
| 2011 | 942.278                   | 470.027                   | 472.251                   | 1,12                                     | 1005                                             | 21                            |
| 2010 | 931.823                   | 464.104                   | 467.719                   | 0,59                                     | 1008                                             | 21                            |
| 2009 | 926.362                   | 462.914                   | 463.448                   | 0,93                                     | 1001                                             | 21                            |
| 2008 | 917.836                   | 458.787                   | 459.049                   | 1,16                                     | 1001                                             | 21                            |
| 2007 | 907.325                   | 453.756                   | 453.569                   | −                                        | 1000                                             | 21                            |
| 2000 | 850.029                   | 426.179                   | 423.850                   |                                          | 995                                              | 25                            |

### Volkszählungsergebnisse
Nachfolgende Tabellen geben den bei den 15 Volkszählungen dokumentierten Einwohnerstand der Provinz Denizli wieder. Die Werte der linken Tabelle entstammen E-Books (der Originaldokumente) entnommen, die Werte der rechten Tabelle basieren aus der Datenabfrage des Türkischen Statistikinstituts TÜIK
| Jahr | Bevölkerung am Zensustag | Bevölkerung am Zensustag | Anteil in %     | Rang |
| Jahr | Türkei                   | Provinz Denizli          | Provinz Denizli | Rang |
| ---- | ------------------------ | ------------------------ | --------------- | ---- |
| 1927 | 13.648.270               | 243.812                  | 1,79            | 21   |
| 1935 | 16.158.018               | 285.918                  | 1,77            | 22   |
| 1940 | 17.820.950               | 285.225                  | 1,60            | 26   |
| 1945 | 18.790.174               | 315.934                  | 1,68            | 24   |
| 1950 | 20.947.188               | 340.277                  | 1,62            | 24   |
| 1955 | 24.064.763               | 368.294                  | 1,53            | 24   |
| 1960 | 27.754.820               | 425.449                  | 1,53            | 25   |

| Jahr | Bevölkerung am Zensustag | Bevölkerung am Zensustag | Anteil in %     | Rang |
| Jahr | Türkei                   | Provinz Denizli          | Provinz Denizli | Rang |
| ---- | ------------------------ | ------------------------ | --------------- | ---- |
| 1965 | 31.391.421               | 463.369                  | 1,48            | 26   |
| 1970 | 35.605.176               | 511.160                  | 1,44            | 28   |
| 1975 | 40.347.719               | 560.916                  | 1,39            | 28   |
| 1980 | 44.736.957               | 603.338                  | 1,35            | 26   |
| 1985 | 50.664.458               | 667.478                  | 1,32            | 27   |
| 1990 | 56.473.035               | 750.882                  | 1,33            | 25   |
| 2000 | 67.803.927               | 850.029                  | 1,25            | 25   |
| 2011 | 74.525.696               | 940.532                  | 1,26            | 21   |

Anzahl der Provinzen bezogen auf die Censusjahre:
- 1927, 1940 bis 1950: 63 Provinzen
- 1935: 57 Provinzen
- 1955: 67 Provinzen
- 1960 bis 1985: 73 Provinzen
- 1990: 73 Provinzen
- 2000: 81 Provinzen

### Detaillierte Volkszählungsergebnisse
| Jahr | Gesamtbevölkerung | Gesamtbevölkerung          | Gesamtbevölkerung          | Stadtbevölkerung           | Stadtbevölkerung           | Stadtbevölkerung           | Landbevölkerung            | Landbevölkerung            | Landbevölkerung            |                            |
| Jahr | Gesamt            | männlich                   | weiblich                   | Gesamt                     | männlich                   | weiblich                   | Gesamt                     | männlich                   | weiblich                   |                            |
| ---- | ----------------- | -------------------------- | -------------------------- | -------------------------- | -------------------------- | -------------------------- | -------------------------- | -------------------------- | -------------------------- | -------------------------- |
| 1927 | 243.812           | 110.702                    | 133.110                    | 41.209                     | 20.171                     | 21.038                     | 202.603                    | 90.531                     | 112.072                    |                            |
| 1935 | 285.918           | 132.822                    | 153.096                    | 43.866                     | 20.944                     | 22.922                     | 242.052                    | 111.878                    | 130.174                    |                            |
| 1940 | 285.225           | 132.923                    | 152.302                    | 47.619                     | 23.264                     | 24.355                     | 237.606                    | 109.659                    | 127.947                    |                            |
| 1945 | 315.934           | 150.139                    | 165.795                    | 51.251                     | 25.028                     | 26.223                     | 264.683                    | 125.111                    | 139.572                    |                            |
| 1950 | 340.277           | 163.679                    | 176.598                    | 61.297                     | 30.552                     | 30.745                     | 278.980                    | 133.127                    | 145.853                    |                            |
| 1955 | 368.294           | 179.342                    | 188.952                    | 72.170                     | 36.699                     | 35.471                     | 296.124                    | 142.643                    | 153.481                    |                            |
| 1960 | 425.449           | 211.121                    | 214.328                    | 100.916                    | 54.177                     | 46.739                     | 324.533                    | 156.944                    | 167.589                    |                            |
| 1965 | 463.369           | 230.468                    | 232.901                    | 117.739                    | 62.881                     | 54.858                     | 345.630                    | 167.587                    | 178.043                    |                            |
| 1970 | 511.160           | 250.178                    | 260.982                    | 141.309                    | 74.765                     | 66.544                     | 369.851                    | 175.413                    | 194.438                    |                            |
| 1975 | 560.916           | 281.186                    | 279.730                    | 171.586                    | 90.562                     | 81.024                     | 389.330                    | 190.624                    | 198.706                    |                            |
| 1980 | 603.338           | 298.426                    | 304.912                    | 205.938                    | 107.747                    | 98.191                     | 397.400                    | 190.679                    | 206.721                    |                            |
| 1985 | 667.478           | 335.364                    | 332.114                    | 248.673                    | 130.415                    | 118.258                    | 418.805                    | 204.949                    | 213.856                    |                            |
| 1990 | 750.882           | 379.129                    | 371.753                    | 337.793                    | 175.039                    | 162.754                    | 413.089                    | 204.090                    | 208.999                    |                            |
| 2000 | 850.029           | 426.179                    | 423.850                    | 413.914                    | 208.675                    | 205.239                    | 436.115                    | 217.504                    | 218.611                    |                            |
| 2011 | 940.532           | detaillierte Angabe fehlen | detaillierte Angabe fehlen | detaillierte Angabe fehlen | detaillierte Angabe fehlen | detaillierte Angabe fehlen | detaillierte Angabe fehlen | detaillierte Angabe fehlen | detaillierte Angabe fehlen | detaillierte Angabe fehlen |

## Kultur und Sehenswürdigkeiten

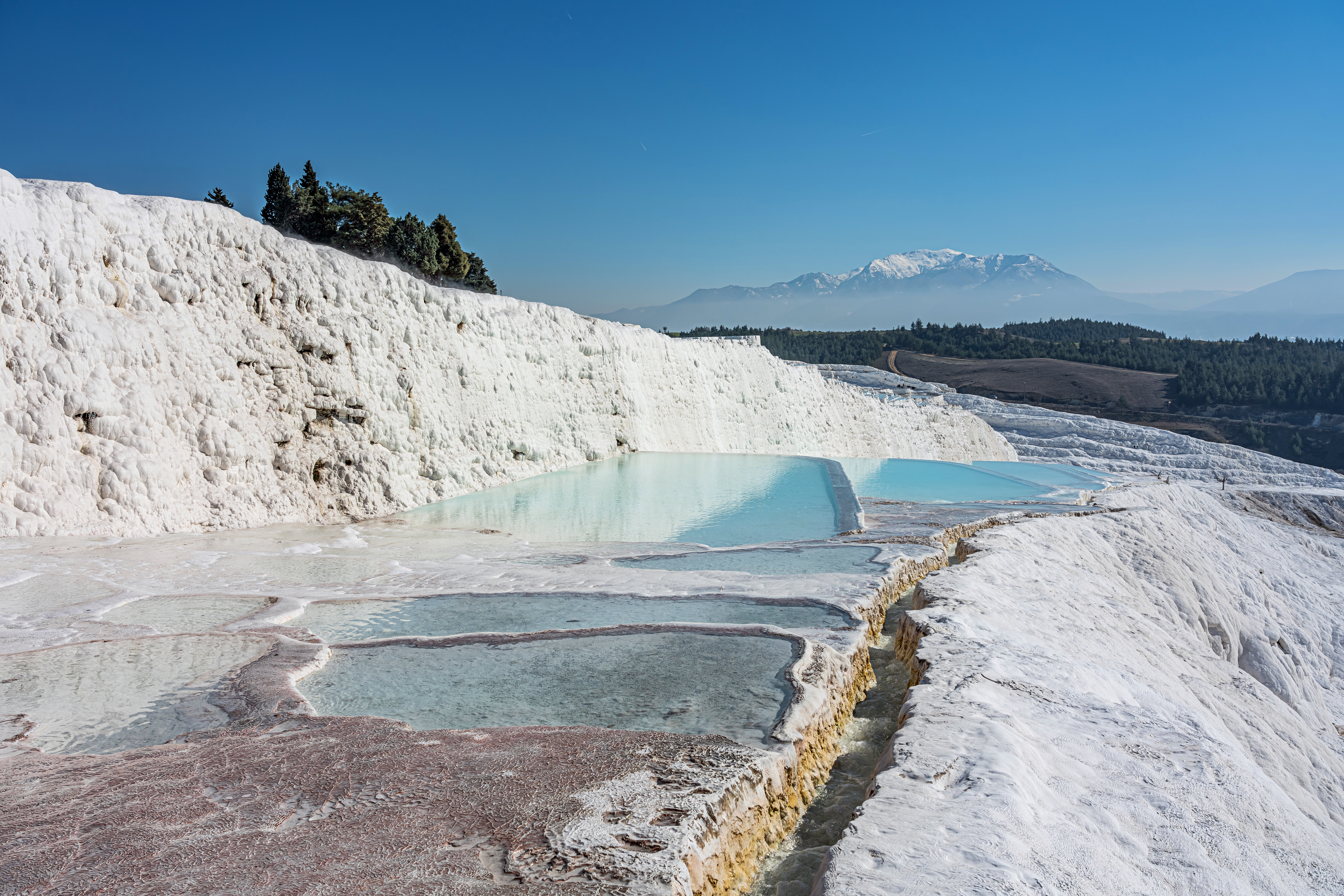
Eine der Sinterterrassen von Pamukkale

Die wichtigste Touristenattraktion der Provinz ist Pamukkale (türkisch für Baumwollschloss). Nahe dieser Kleinstadt nördlich des Flusstales haben sich durch Kalkablagerungen aus ergiebigen Thermalquellen eine Reihe beeindruckender Kalksinterterrassen gebildet.
Diese Terrassen am Hang des Berges Çökelez stehen auf der UNESCO-Liste des Weltkulturerbes; bis vor einigen Jahren durfte man in ihnen baden. Das austretende Wasser hat 35 °C und einen pH-Wert von 6.
Das in der Nähe gelegene Hierapolis (griechisch für Heilige Stadt) ist eine weitere Sehenswürdigkeit. Der antike Ort hat eine ausgedehnte, gut erhaltene Nekropole mit verschiedenen Gräbertypen. Zu sehen sind ferner ein großes Theater für 15.000 Personen, Apollotempel, Plutonium, die Philippus-Kirche sowie Stadtmauer, Bäder und Gymnasium.
In der Provinz liegen auch einige der Sieben Gemeinden des Urchristentums, unter anderem Laodikeia am Lykos sowie die antike Stadt Kolossai im Hochland bei Honaz. An die dortige Gemeinde hat der Apostel Paulus um das Jahr 60 einen seiner Briefe gerichtet.
Beim Dorf Yenice findet man Überreste der antiken Stadt Tripolis.
Weitere Sehenswürdigkeiten sind die Karawansereien von Akhan und Çardak sowie der Siedlungshügel von Beycesultan mit seinen Ausgrabungen.

## Wirtschaft
Die Provinz und die Stadt Denizli ist in der Türkei für die Denizli-Kräher (türkisch Denizli Horozu) genannten Hähne berühmt. Der Denizli-Kräher ist zusammen mit den Kalksinterterrassen von Pamukkale das Wahrzeichen der Provinz. Diese Rasse ist einer der ältesten Langkräherrassen der Welt. Der typische Denizli-Hahn hat schwarze Augen, dunkle graue Beine, einen langen Hals und einen roten Kamm. Er wiegt 3 bis 3,5 kg und hat ein charakteristisches Krähen.
In der Provinz wird Wein angebaut und Textilindustrie betrieben.

## Persönlichkeiten
Siehe auch: Liste von Söhnen und Töchtern der Stadt Denizli
- Baki Adam (* 1962), Religionswissenschaftler und Schriftsteller
- Kadir Akbulut (* 1960), Fußballspieler
- Sezen Aksu (* 1954), Sängerin
- Emin Haluk Ayhan (* 1957), Politiker und Parlamentsabgeordneter der MHP
- Bülent Ertuğrul (* 1978), Fußballspieler
- Sıla Gençoğlu (* 1980), Sängerin
- Hasan Güngör (1934–2011), Ringer
- Recep Niyaz (* 1995), Fußballspieler
- Bayram Şit (1930–2019), Ringer
- Yusuf Tavaslı (* 1935), Schriftsteller
- Muhittin Tekin (* 1985), Fußballspieler
- Hasan Ali Toptaş (* 1958), Schriftsteller
- Hüseyin Yılmaz (1924–2013), Physiker
- Nihat Zeybekçi (* 1961), Unternehmer und Politiker
- Hacı Mehmet Zorlu (1919–2005), Unternehmer
- Ahmet Nazif Zorlu (* 1946), Unternehmer
- Kerem Yılmazer (1945–2003), Schauspieler
- Özay Gönlüm (1940–2000), Sänger
- Talip Özkan (1939–2010), Musiker